# Bo (thị trấn)
Bo là thị trấn huyện lỵ của huyện Kim Bôi, tỉnh Hòa Bình, Việt Nam.

## Địa lý
Thị trấn Bo nằm ở trung tâm huyện Kim Bôi, có vị trí địa lý:
- Phía đông giáp xã Kim Lập và xã Xuân Thủy với ranh giới là sông Bôi
- Phía tây giáp xã Vĩnh Đồng
- Phía nam giáp xã Kim Bôi
- Phía bắc giáp xã Xuân Thủy.

Thị trấn Bo có diện tích 13,27 km², dân số năm 2022 là 15.408 người, mật độ dân số đạt 1.161 người/km².

## Lịch sử
Trước năm 1945, địa bàn thị trấn Bo hiện nay thuộc hai xã Hạ Bì và Kim Bôi của tổng Kim Bôi, châu Lương Sơn. Sau Cách mạng Tháng Tám, các xã Hạ Bì và Kim Bôi thuộc huyện Lương Sơn.
Ngày 22 tháng 1 năm 1957, Ủy ban kháng chiến hành chính Liên khu 3 ban hành quyết định chia xã Hạ Bì thành 4 xã: Hạ Bì, Lập Chiệng, Thượng Bì, Trung Bì; chia xã Kim Bôi thành 5 xã: Hợp Kim, Kim Bình, Kim Bôi, Kim Sơn, Kim Tiến.
Ngày 17 tháng 4 năm 1959, huyện Kim Bôi được thành lập, các xã Hạ Bì và Kim Bình chuyển sang trực thuộc huyện Kim Bôi.
Ngày 27 tháng 3 năm 1978, Bộ trưởng Phủ Thủ tướng ban hành Quyết định 53-BT. Theo đó:
- Sáp nhập hai xã Thượng Bì và Trung Bì trở lại xã Hạ Bì
- Thành lập thị trấn Bo, thị trấn huyện lỵ huyện Kim Bôi trên cơ sở tách một phần diện tích, dân số của hai xã Hạ Bì và Kim Bình.

Ngày 27 tháng 3 năm 1999, Chính phủ ban hành Nghị định số 15/1999/NĐ-CP. Theo đó, chia lại xã Hạ Bì thành 3 xã: Hạ Bì, Thượng Bì và Trung Bì.
Sau khi điều chỉnh địa giới hành chính, xã Hạ Bì còn lại 1.108,45 ha diện tích tự nhiên và 5.191 người.
Đến năm 2018, thị trấn Bo có diện tích 0,63 km², dân số là 2.935 người, mật độ dân số đạt 4.659 người/km². Xã Hạ Bì có diện tích 7,42 km², dân số là 6.751 người, mật độ dân số đạt 910 người/km². Xã Kim Bình có diện tích 5,22 km², dân số là 4.715 người, mật độ dân số đạt 903 người/km².
Ngày 17 tháng 12 năm 2019, Ủy ban Thường vụ Quốc hội ban hành Nghị quyết số 830/NQ-UBTVQH14 về việc sắp xếp các đơn vị hành chính cấp huyện, cấp xã thuộc tỉnh Hòa Bình (nghị quyết có hiệu lực từ ngày 1 tháng 1 năm 2020). Theo đó, sáp nhập toàn bộ diện tích và dân số của hai xã Hạ Bì và Kim Bình vào thị trấn Bo.